# Lucha Canaria

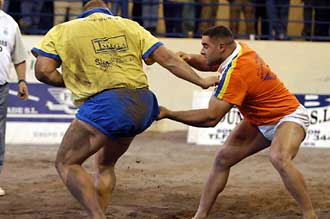
Lucha Canaria

Lucha Canaria, auch Kanarischer Ringkampf genannt, ist eine traditionelle Kampfsportart der Kanarischen Inseln.
Es gibt etwa vier- bis fünftausend Ringer (luchadores), die in etwa 100 Vereinen auf allen Inseln verteilt sind. Angetreten wird in zwei Mannschaften mit je zwölf Kämpfern. Jede Paarung ringt in drei Runden. Eine Runde dauert höchstens zwei Minuten.
Der Ringkampf selbst findet auf dem so genannten terrero statt. Dabei handelt es sich um eine runde, mit Sand bedeckte Fläche, innerhalb derer zwei konzentrische Kreise mit 15 bzw. 17 Metern Durchmesser markiert sind. Ein Kampf beginnt mit einer Begrüßung und dem Pfiff des Schiedsrichters. Die beiden Ringer stehen Schulter an Schulter, jeweils an das aufgekrempelte Hosenbein des anderen fassend. Gerungen wird mit möglichst hohem Eigengewicht, raffinierten Angriffsmanövern und geschickt angelegten Griffen. Tritte oder Schläge sind tabu. Berührt ein Kämpfer den Boden mehr als einmal mit einem anderen Körperteil als den Füßen, hat er verloren und die Runde ist beendet. Sieger ist der luchador, der zwei Runden gewonnen hat. Eine traditionelle Geste dieser Sportart ist, dass der Sieger dem Verlierer beim Aufstehen hilft und ihn an seinen Platz begleitet.
Der Kampf wird barfuß ausgetragen. Sonst sind die Sportler mit einem weiten T-Shirt und einer etwas längeren Hose bekleidet, die bis über den Oberschenkel hochgekrempelt wird. An diesem Umschlag kann der Gegner im Kampf zugreifen.
Die Wettkämpfe werden durch den seit 1943 bestehenden Verband Federación de Lucha Canaria organisiert. Profikämpfe werden oft im regionalen Fernsehen übertragen. Es finden seit einiger Zeit auch Frauenkämpfe statt. Die Sportart wird von den Schulen auf den Kanaren gefördert.

## Bilder

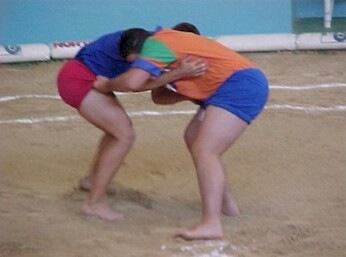
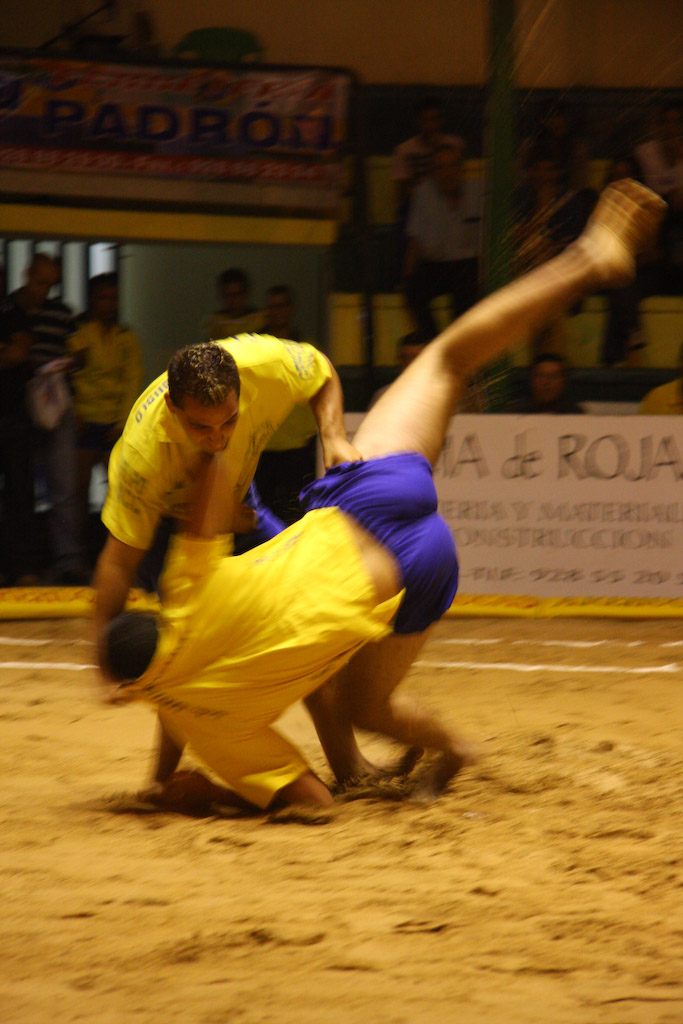
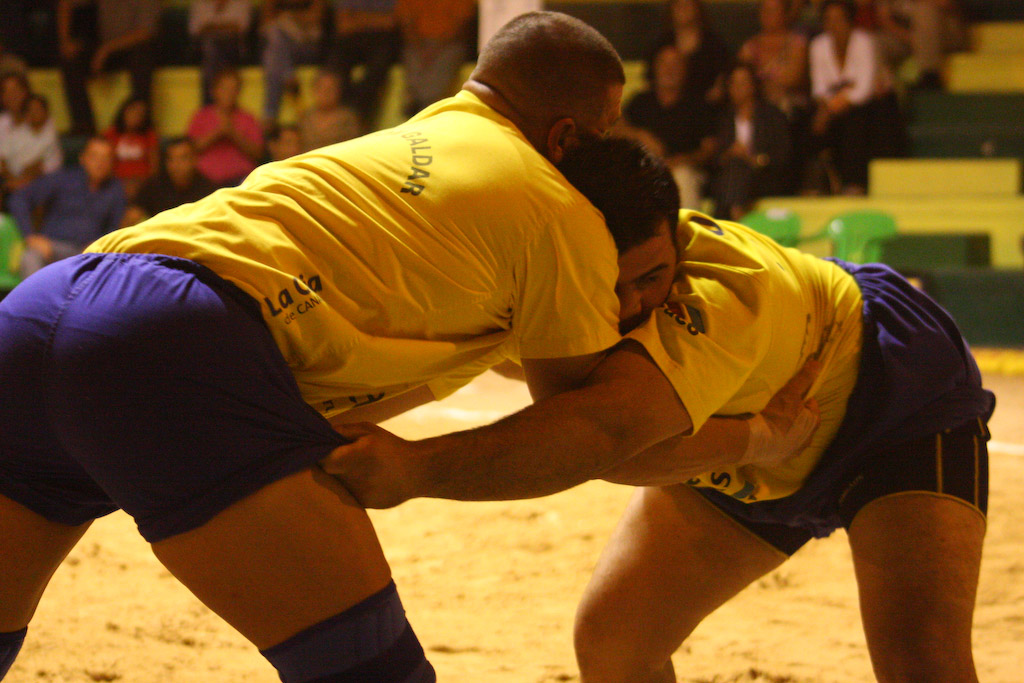
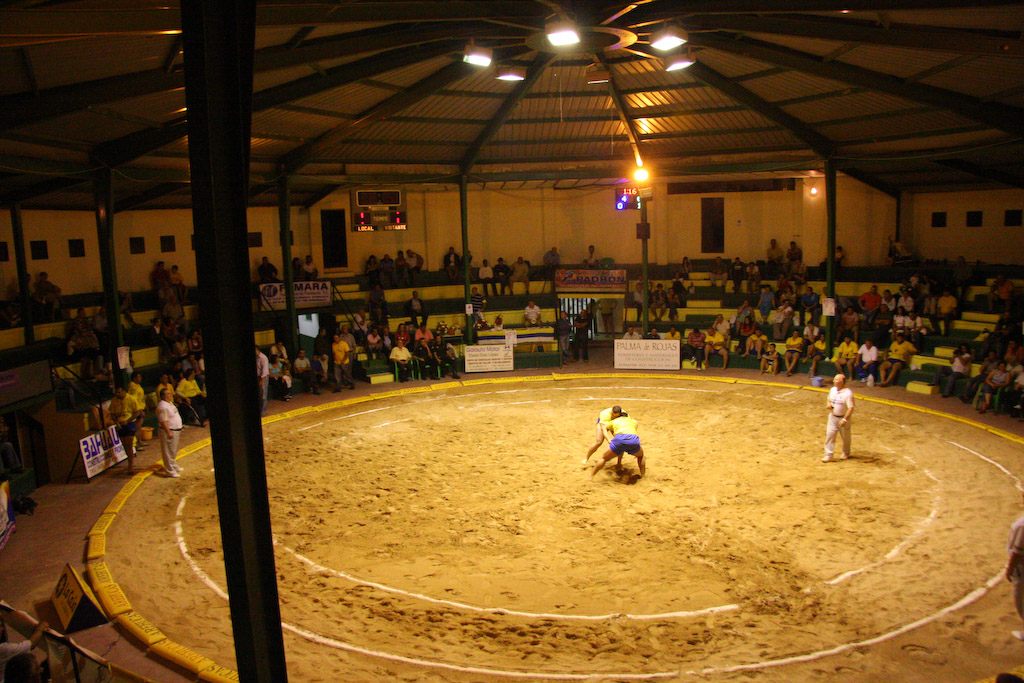